# Procatedral de Nuestra Señora del Líbano (Bogotá)
La procatedral de Nuestra Señora del Líbano o simplemente parroquia de Nuestra Señora del Líbano y alternativamente Iglesia de Santa Clara de Asís es el nombre que recibe un templo que pertenece a la Iglesia católica que se encuentra en Bogotá (Colombia). La congregación usa el rito maronita en plena comunión con la Santa Sede en Roma.
La iglesia es la procatedral o sede temporal del exarcado apostólico maronita de Colombia (Exarchatus Apostolicus Columbiae) que usa una iglesia cedida por la arquidiócesis de rito latino de Bogotá y fue creada por el papa Francisco el 20 de enero de 2016 para atender las necesidades religiosas de la comunidad católica maronita en Colombia que hasta ahora tenía que asistir a otras iglesias católicas de rito romano o latino.
El templo es atendido por el padre Fadi Abou Chebel de la Orden Maronita Mariamita (Ordo maronita Beatae Mariae Virginis).